# Mezinárodní den jazzu
Mezinárodní den jazzu se slaví každoročně 30. dubna. Tento připomínkový den OSN vyhlásila Organizace OSN pro vzdělání, vědu a kulturu (UNESCO) v roce 2011, aby „zdůraznila jazz a jeho diplomatickou roli při sjednocování lidí ve všech koutech světa“. S nápadem přišel jazzový pianista a velvyslanec dobré vůle UNESCO Herbie Hancock. Dnu jazzu předsedá Hancock a generální ředitel UNESCO. Oslava je uznána v kalendářích UNESCO i Organizace spojených národů.
Herbie Hancock Institute of Jazz (dříve Thelonious Monk Institute of Jazz), americká nevládní organizace, které Hancock rovněž předsedá, je hlavním organizačním partnerem Dne jazzu. Institut koordinuje aktivity v členských státech UNESCO a také celosvětovou hostitelskou oslavu. Akce v hostitelském městě vrcholí celosvětovým koncertem, kterého se účastní řada jazzových hudebníků z celého světa.
V roce 2022 se v rámci oslav Mezinárodního dne jazzu uskutečnil All-Star Global Concert v sále Valného shromáždění OSN, kde vystoupili Herbie Hancock, Gregory Porter, Shemekia Copeland, Marcus Miller, Mark Whitfield, Hiromi, Linda Oh, David Sanborn, Randy Brecker, Ravi Coltrane, Zakir Hussain, Brian Blade a další.